# Oliver Keppler
Oliver Till Keppler (* 3. Januar 1968 in Mannheim) ist ein deutscher Virologe und Hochschullehrer. Er lehrt an der Ludwig-Maximilians-Universität München (LMU). Seit 2015 ist er Vorstand des Max von Pettenkofer-Instituts der LMU. Vor Übernahme des Münchner Lehrstuhls war er Direktor des Instituts für Medizinische Virologie am Universitätsklinikum Frankfurt am Main und Ordinarius für Virologie an der Johann Wolfgang Goethe-Universität. Seit 2012 ist Keppler Leiter des Nationalen Referenzzentrums für Retroviren, ab 2012 in Frankfurt am Main und seit 2016 in München.

## Leben
Keppler wuchs in Freiburg im Breisgau auf und legte als Stipendiat der Studienstiftung des Deutschen Volkes das Internationale Baccalaureate am United World College of the Atlantic in Wales, Großbritannien, ab. Er studierte von 1987 bis 1995 Humanmedizin an der Albert-Ludwigs-Universität in Freiburg im Breisgau und an der Ruprecht-Karls-Universität in Heidelberg. Keppler wurde 1995 mit einer virologischen Arbeit, die von Harald zur Hausen und Michael Pawlita am Deutschen Krebsforschungszentrum (DKFZ) betreut wurde, an der Ruprecht-Karls-Universität Heidelberg promoviert. Nach seiner Tätigkeit als Arzt im Praktikum an der Medizinischen Universitätsklinik des Kantonsspitals Bruderholz, Baselland, Schweiz, erhielt er 1997 die Approbation als Arzt. Von 1997 bis 1998 arbeitete Keppler als wissenschaftlicher Mitarbeiter in der Angewandten Tumorvirologie des Deutschen Krebsforschungszentrums in Heidelberg. Von 1998 bis 2002 forschte er mit einem Physician Postdoctoral Fellowship des Howard Hughes Medical Institute am Gladstone Institute of Virology and Immunology, University of California at San Francisco, CA, USA, in der Arbeitsgruppe von Mark Goldsmith. 2002 bis 2012 war Keppler als wissenschaftlicher und ärztlicher Mitarbeiter in der Abteilung Virologie, Department für Infektiologie des Universitätsklinikums Heidelberg tätig; 2005 erfolgte die Habilitation für das Fach Experimentelle Virologie; 2009 die Ernennung zum Außerplanmäßigen Professor an der Ruprecht-Karls-Universität Heidelberg; 2009 die Ernennung zum Facharzt für Mikrobiologie, Virologie und Infektionsepidemiologie und 2010 zum Oberarzt der Abteilung Virologie des Universitätsklinikums Heidelberg.

## Forschungsschwerpunkte
Die Arbeitsgebiete von Keppler umfassen die molekulare Retrovirologie, insbesondere Studien zur HIV-Pathogenese und zur Identifizierung neuer Cofaktoren der HIV-Infektion, Spezies-spezifische Barrieren der HIV-Infektion und Modulatoren der adaptiven und intrinsischen Immunität. Auf dem Gebiet der Chemoresistenz von Tumoren untersucht Keppler und seine Arbeitsgruppe die Rolle des Enzyms SAMHD1 und neue Wege, die Chemotherapie-Resistenz von Tumoren zu überwinden.
Seit dem Jahr 2020 hat Keppler und seine Arbeitsgruppe viel beachtete Beiträge im Rahmen der Bekämpfung der Corona-Pandemie geleistet, insbesondere bei der Diagnostik von SARS-CoV-2-Infektionen, der Aufklärung von Transmissionsketten in der klinischen Versorgung und der Immunität gegenüber SARS-CoV-2 und seiner Varianten. Weitere Arbeiten betreffen die Etablierung neuer Zell-basierter Screeningverfahren zur Hochdurchsatz-Testung antiviraler Therapieansätze.

## Ehrungen und Auszeichnungen (Auswahl)
- 2007: AIDS-Forschungspreis der Deutschen Gesellschaft für Infektiologie
- 2007: Innovationspreis der BioRegionen in Deutschland
- 2008: Löffler-Frosch-Preis der Gesellschaft für Virologie[19]
- 2010: Wolfgang-Stille-Preis der Paul-Ehrlich-Gesellschaft für Chemotherapie[20]
- 2012: Heinz-Ansmann-Preis für AIDS-Forschung[21]
- 2013: AIDS-Forschungspreis der H.W. & J. Hector-Stiftung
- 2022: Bayerischer Verdienstorden
- 2022: Rolf Becker-Preis 2022[22]